# Lachhmangarh
Lachhmangarh (o Laxmangarh) è una suddivisione dell'India, classificata come municipality, di 47.288 abitanti, situata nel distretto di Sikar, nello stato federato del Rajasthan. In base al numero di abitanti la città rientra nella classe III (da 20.000 a 49.999 persone).

## Geografia fisica
La città è situata a 27° 51' 28 N e 75° 01' 11 E.

## Società

### Evoluzione demografica
Al censimento del 2001 la popolazione di Lachhmangarh assommava a 47.288 persone, delle quali 24.585 maschi e 22.703 femmine. I bambini di età inferiore o uguale ai sei anni assommavano a 8.226, dei quali 4.328 maschi e 3.898 femmine. Infine, coloro che erano in grado di saper almeno leggere e scrivere erano 28.071, dei quali 17.322 maschi e 10.749 femmine.